# Rufus Hardy

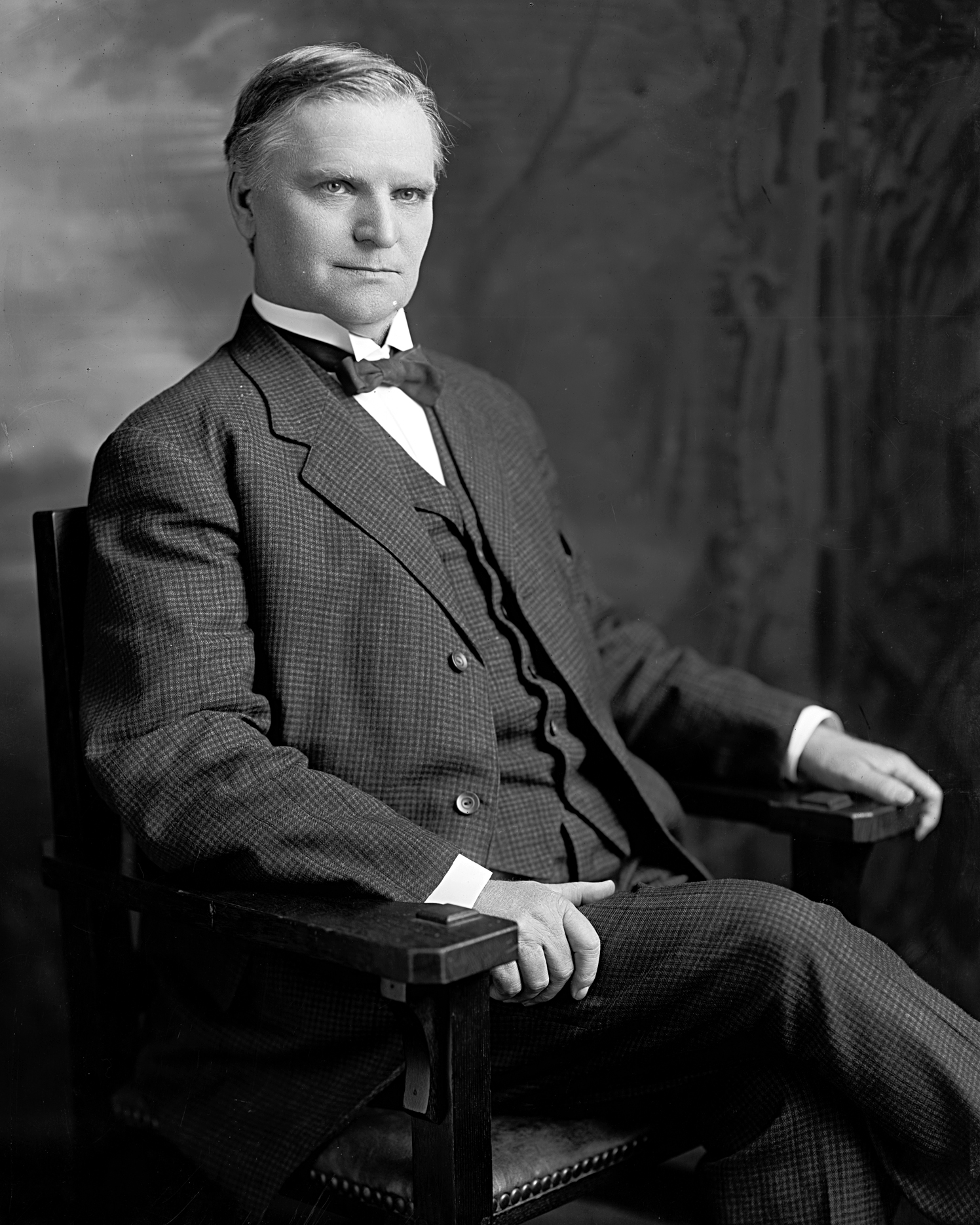
Rufus Hardy

Rufus Hardy (* 16. Dezember 1855 bei Aberdeen, Monroe County, Mississippi; † 13. März 1943 in Corsicana, Texas) war ein US-amerikanischer Politiker. Zwischen 1907 und 1923 vertrat er den Bundesstaat Texas im US-Repräsentantenhaus.

## Werdegang
Rufus Hardy besuchte private Schulen in Mississippi und Texas. Nach einem anschließenden Jurastudium an der University of Georgia in Athens und seiner 1875 erfolgten Zulassung als Rechtsanwalt begann er in Navasota (Texas) in diesem Beruf zu arbeiten. Im Jahr 1878 zog er nach Corsicana. Von 1880 bis 1884 war Hardy Bezirksstaatsanwalt im Navarro County. Danach war er bis 1888 Staatsanwalt im 13. Gerichtsbezirk von Texas. Von 1888 bis 1896 war er als Bezirksrichter tätig. Danach praktizierte er wieder als privater Rechtsanwalt. Gleichzeitig schlug er als Mitglied der Demokratischen Partei eine politische Laufbahn ein.
Bei den Kongresswahlen des Jahres 1906 wurde Hardy im sechsten Wahlbezirk von Texas in das US-Repräsentantenhaus in Washington, D.C. gewählt, wo er am 4. März 1907 die Nachfolge von Scott Field antrat. Nach sieben Wiederwahlen konnte er bis zum 4. März 1923 acht Legislaturperioden im Kongress absolvieren. In diese Zeit fiel der Erste Weltkrieg. Außerdem wurden in den Jahren 1913 bis 1920 der 16., der 17., der 18. und der 19. Verfassungszusatz ratifiziert. Von 1911 bis 1919 war Hardy Vorsitzender des Ausschusses zur Kontrolle der Ausgaben des Marineministeriums.
Im Jahr 1922 verzichtete Rufus Hardy auf eine weitere Kandidatur. Nach dem Ende seiner Zeit im US-Repräsentantenhaus betätigte er sich wieder als Anwalt. Er starb am 13. März 1943 in Corsicana, wo er auch beigesetzt wurde.